# Виргински манастир
Виргинският манастир „Свети Георги Бързи“ или Скороподвижник е изчезнал голям български средновековен манастир в град Скопие.
Манастирът е основан в Х век от българския цар Роман (от 977 до 997 г.), който след бягството си от Византия установява столицата си в Скопие. Манастирът се намирал на Виргино бърдо, над реката Серава, срещу Скопската крепост. В Хилендар са запазени няколко хрисовула за манастира - Виргинската грамота на цар Константин Асен (1257-1277) и тази на крал Стефан II Милутин от 1300 година. Манастирът е разрушен на 27 април 1428 година от Мурад II, а осем години по-късно на неговите основи е издигната Султан Мурадовата джамия.